# Napoli è sempre Napoli
Napoli è sempre Napoli («Nápoles es siempre Nápoles» en español) es una película de melodrama musical italiana de 1954 dirigida por Armando Fizzarotti y protagonizada por Lea Padovani, Renato Baldini y Ubaldo Lay.
Los decorados de la película fueron diseñados por el director de arte Franco Lolli.

## Argumento
Carmela, una bella y joven mujer, está enamorada de Pietro, el dueño de un pesquero que le corresponde a su amor, pero no decide declarárselo a él, también frenada por la charla maliciosa e injusta que circula sobre la joven. Un hombre conocido como «El tunecino», un hombre deshonesto, que hace la guerra a Pietro y su compañía, pretende aprovecharse de esta situación. Saturado de odio, le gustaría realizar un golpe a Pietro en todos sus intereses y afecto y alejar a Carmela de él. Ahora ha hecho un voto: le ha prometido a la Madonna di Montevergine que renunciará a su carrera como cantante, que está a punto de emprender si el hombre amado corresponde a su amor. De hecho, Pietro decide declarar que la ama. Por su parte, «El tunecino», que a través de un hábil juego comercial, se ha convertido en acreedor de Pietro, se prepara para hacerse cargo del pesquero. Para ayudar a su amado, Carmela, motivando su decisión con un pretexto, acepta un escrito para Francia. La suma del salario es pagada a Pietro por el párroco que atribuye la donación a un benefactor anónimo. Al cabo de un tiempo regresa Carmela y el párroco le revela la verdad a Pietro quien, tras superar algunos malentendidos, vuelve a abrazar a su novia. El tunecino, recién liberado de la cárcel, decide asesinar a Pietro; pero él mismo muere peleando con uno de sus empleados. 

## Reparto
- Lea Padovani como Carmela Gargiulo.
- Renato Baldini como Pietro Cafiero.
- Ubaldo Lay como El tunecino.
- Beniamino Maggio como Un pescatore.
- Valeria Moriconi como Doris.
- Carlo Ninchi como Andrea Cafiero.
- Tina Pica como Donna Bettina.
- Giuseppe Porelli
- Alberto Sorrentino
- Franco Ricci como Franco Ricco.
- Achille Togliani como Carlo Rindi.
- Mimo Billi
- Fedele Gentile
- Amedeo Girardi
- Salvo Libassi
- Mario Passante
- Anna Pretolani como Mariannina.